# Turkooisblauwtje
Het turkooisblauwtje (Polyommatus dorylas) is een vlinder uit de familie van de Lycaenidae, de kleine pages, vuurvlinders en blauwtjes. 

## Verspreiding en leefgebied
De waardplant van het turkooisblauwtje is de wondklaver.

## Synoniemen
- Papilio hylas Esper, 1778 non Papilio hylas Linnaeus, 1758
- Papilio argester Bergsträsser, 1779

## Ondersoorten
- Polyommatus dorylas dorylas
- Polyommatus dorylas armenus (Staudinger, 1871)
- Polyommatus dorylas castilla (Fruhstorfer, 1910)
- Polyommatus dorylas magna Bálint, 1985